# Netelia terebrator
Netelia terebrator är en stekelart som först beskrevs av Ulbricht 1922.  Netelia terebrator ingår i släktet Netelia och familjen brokparasitsteklar. Inga underarter finns listade i Catalogue of Life.